# Rakouská národní knihovna
Rakouská národní knihovna (německy Österreichische Nationalbibliothek, zkratka ÖNB nebo OeNB; dříve Dvorská knihovna, německy Hofbibliothek) je národní knihovna Rakouska a se 7,4 miliony položek ve svých sbírkách současně největší knihovna této země.

## Popis

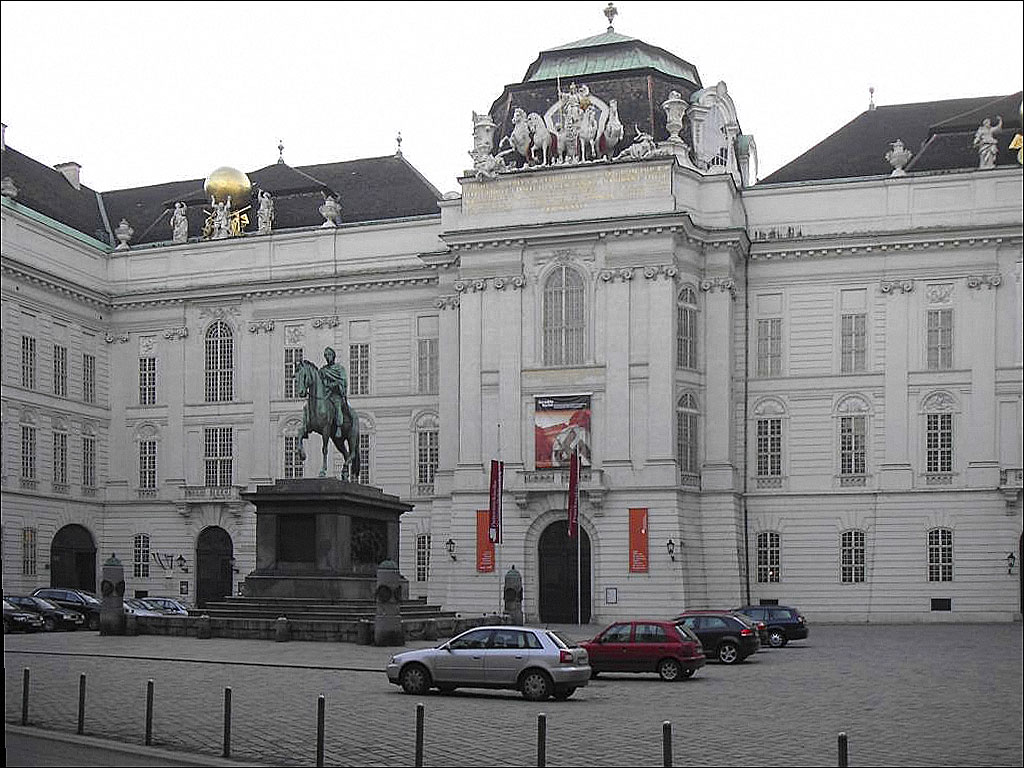
Prunksaal (bývalá Dvorská knihovna)

Knihovna má sídlo v paláci Hofburg ve Vídni; některé její sbírky se od roku 2005 nacházejí také v barokním paláci Palais Mollard-Clary. Knihovna byla založená rodem Habsburků a původně se nacházela v budově dnešního sálu Prunksaal a byla nazývaná Dvorskou knihovnou. Ke změně jména na její dnešní podobu došlo po roce 1920.
Od 1876 byl správcem knihovny Ferdinand Menčík.
Sbírky knihovny sestávají z papyrů, rukopisů, starých a vzácných knih, map, globů, hudby, portrétů, grafiky, fotografií, autogramů a plakátů, stejně jako z děl psaných v esperantu a dalších umělých jazycích. Tyto materiály jsou uschovány v různých sbírkách a přístupné jen k vědeckému bádání. V této knihovně se nachází jeden z rukopisů Fredegarovy kroniky, která jako jediná popisuje osídlení českého území Slovany v 7. století, zároveň je jediným dílem, který popisuje existenci Sámovy říše.

## Sbírky
Jedním z hlavních úkolů Rakouské národní knihovny je shromažďování a archivace všech publikací vydávaných v Rakousku (včetně elektronických médií). V závislosti na zákonu o daném médiu musí být do Národní knihovny doručeny čtyři exempláře, a v případě dalších tiskovin dva povinné výtisky každého periodika vycházejícího v Rakousku.
Kromě toho knihovna sbírá veškerá díla rakouských autorů vydaná v zahraničí, stejně jako taková díla, která se týkají Rakušanů nebo rakouského ducha a kultury. Další publikace ze zahraničí jsou vybírány se zvláštním důrazem na oblast humanitních věd. Úkoly a služby národní knihovny zahrnují rozšiřování sbírek a jejich zpřístupnění prostřednictvím místního a vzdáleného výpůjčního systému, rešeršních služeb, informačního a reprodukčního servisu.
Zákonem stanovená všeobecná vzdělávací povinnost je dodržována také prostřednictvím spolupráce s univerzitami, školami a institucemi pro vzdělávání dospělých.
Celkově knihovna obsahuje více než sedm milionů položek, z nichž přibližně tři miliony tvoří tištěné materiály.

### Rukopisy a vzácné knihy

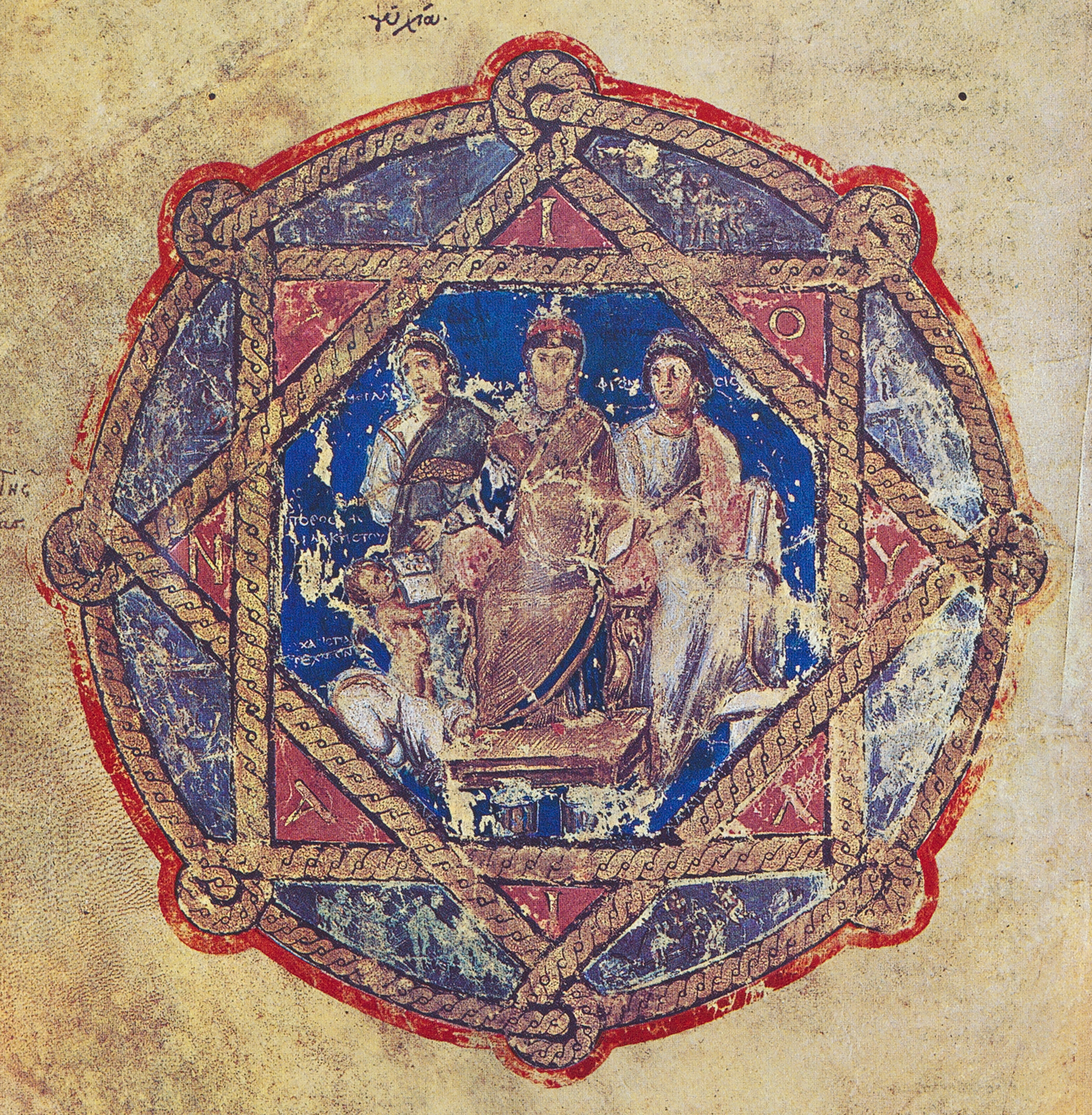
Stránka (fol. 6 verso) z Vídeňského Dioskurida zobrazující princeznu Julianu Anikii a alegorie Štědrosti a Inteligence

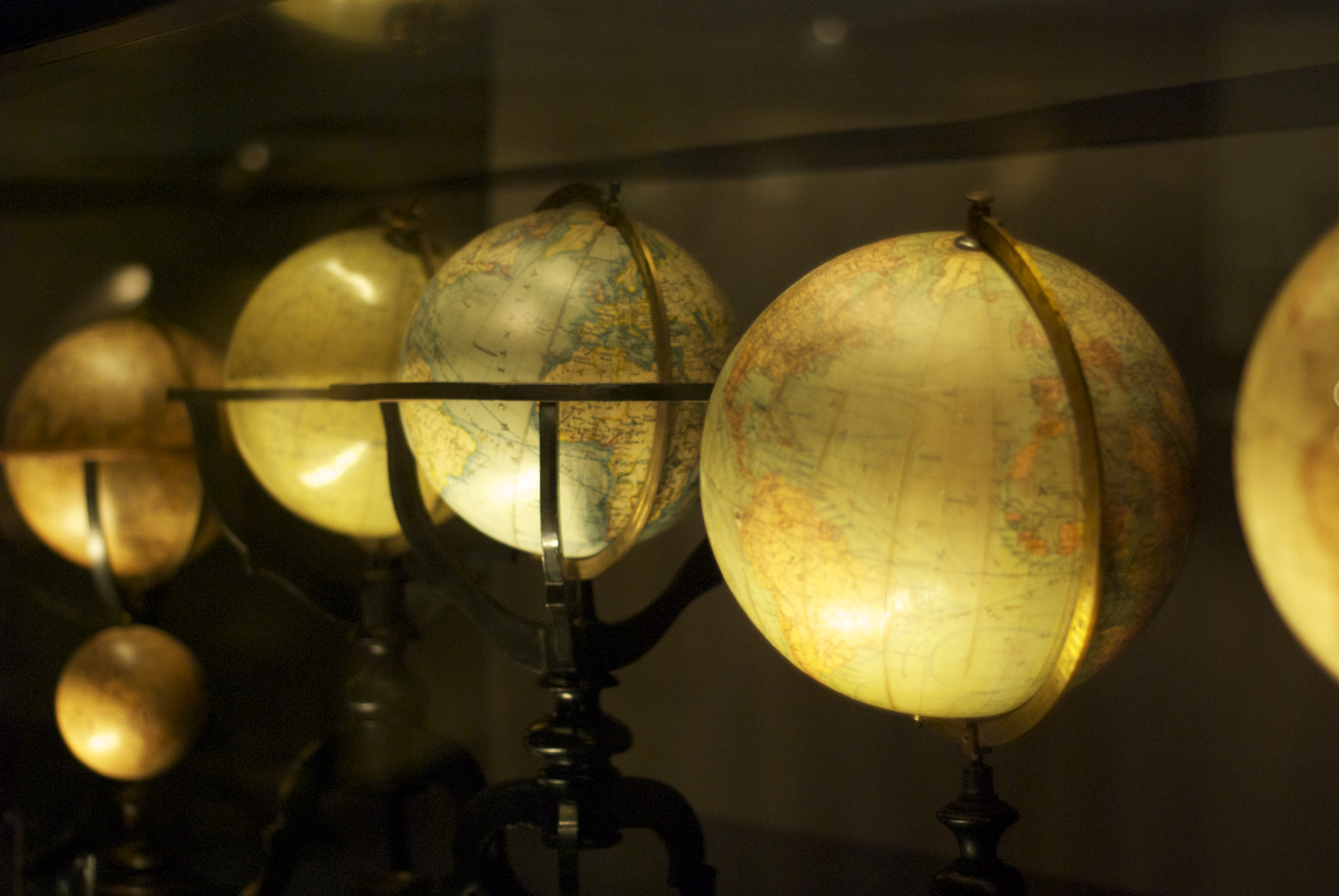
Sbírka globů, umístěná v Palais Mollard-Clary

Tato sbírka, která sahá od 4. století n. l. do současnosti, obsahuje antické, středověké a moderní rukopisy téměř ze všech písemných kultur. Mezi významné položky této sbírky patří Notitia ecclesiarum urbis Romae ze 7. století a Vídeňský Dioskuridés, který byl v roce 1997 zapsán do registru UNESCO Paměť světa jako uznání jeho světového významu a výjimečné univerzální hodnoty.